# Berberis sabulicola
Berberis sabulicola är en berberisväxtart som beskrevs av T.S. Ying. Berberis sabulicola ingår i släktet berberisar, och familjen berberisväxter. Inga underarter finns listade i Catalogue of Life.